# Česko-německý slovník Josefa Franty Šumavského
Česko-německý slovník Josefa Franty Šumavského (německy Böhmisch-deutsches Wörterbuch) je jednosvazkový pendant dvoudílného lexikonu psaného během let 1844 až 1846. Vydán byl roku 1851. Jedná se o první český lexikon napsaný novodobým českým slohem.

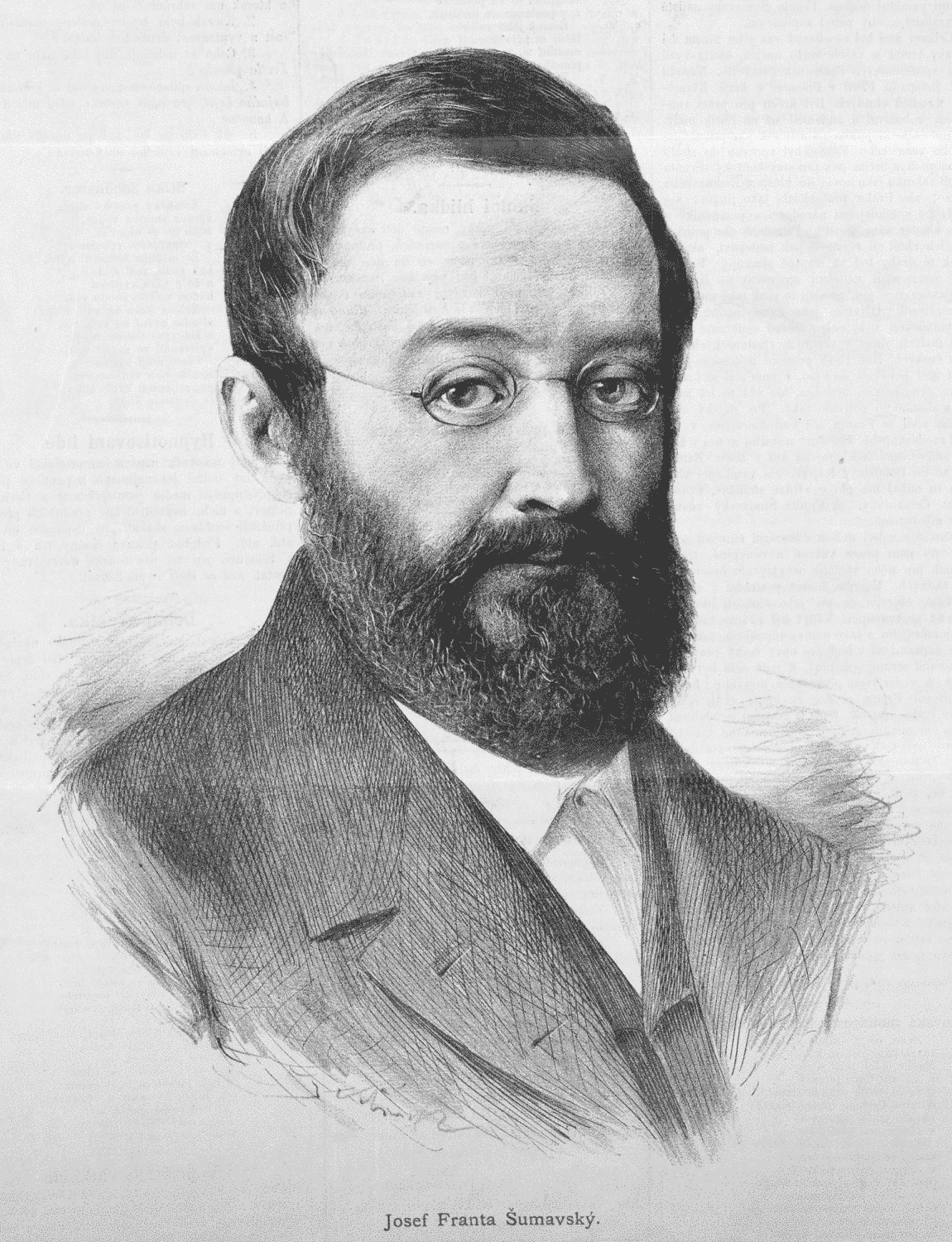
Josef Franta Šumavský

## Předchůdci Šumavského slovníku
O napsání českého slovníku usilovalo mnoho českých obrozenců. Řada z nich se pokoušela napsat a sesbírat úplný slovník, to se ovšem dlouho nikomu nedařilo. Velice bohatý slovník vydal až během let 1835 a 1839 Josef Jakub Jungmann pod názvem Slownjk česko-německý.
První pokusy o napsání českého slovníku:
- Napsáním českého slovníku se dlouho zabýval český jezuita a lingvista Josef Dobrovský, jenž roku 1802 vydal lexikon pod názvem Böhmisch-deutsches Wörterbuch; plánoval ještě další díly, ty však nedokončil[4]
- Ještě před Dobrovským vydal Karel Ignác Thám Deutsch-böhmisches National Lexikon (1788, rozšířené dvoudílné vydání 1799)[5][6]
- Roku 1791 vychází lexikon v jazyce česko-německo-latinském, jenž vydal František Jan Tomsa pod názvem Tomsas Vollständiges Wörterbuch der böhmischen, deutschen und lateinischen Sprache[7]
- Jeden takový slovník roku 1808 chystal i František Faustin Procházka; ten však za rok zemřel a dílo zůstalo nedokončeno
- Další slovník vydal slovenský básník a dramatik Juraj Palkovič pod názvem Böhmisch-deutsch-lateinisches Wörterbuch (vydáno v Praze, 1820 a 1821)[8]

Tyto slovníky však nevyhovovaly tehdejším společenským a vědeckým potřebám.
Komplexní český slovník:
- Slownjk česko-německý Josefa Jungmanna byl vydán v pěti svazcích během let 1835 a 1839; podílela se na něm i řada jiných autorů, a to i sám Josef Franta Šumavský; slovník byl velice bohatý a měl rozsáhlou slovní zásobu

## Šumavského práce na slovníku
K napsání slovníku česko-německého výrazně podnítil Šumavského Josef Jungamann, který sám pracoval na svém velikém slovníku a Šumavského pojal s dalšími obrozenci za spolupracovníka.
Počátkem čtyřicátých let po spolupráci na edici díla Viktorina Kornela ze Všehrd O právích a súdech země České (1841) začal Šumavský pracovat na dvousvazkovém slovníku česko-německém, jenž měl doplňovat dílo Josefa Jungmanna, z něhož Šumavský též převzal mnoho hesel.
Jako první v něm použil sloh novodobého českého pravopisu. Během své práce na lexikonu dokázal Šumavský ještě organizovat vlastenecké srazy a bály a aktivně přispívat do různých českých časopisů, jako byly Včela, Květy či Vlastimil.
Do práce na jeho lexikonu se zapojila velká část lidí, jimž v úvodu pak Šumavský věnoval poděkování. Do vokabuláře přispěl výrazně např. páter František Doucha, jenž sesbíral část slov ze starých i novějších knih a od prostých lidí. Dalším velkým pomocníkem byl profesor na gymnáziu v Plzni, pan Vincenc Graumann, jenž Šumavskému předal mnoho důležitých poznatků a oprav na základě četby Jungmannova slovníku. Velkou část pomohl Šumavskému sesbírat i jeho synovec Josef Rank, který byl v době vzniku lexikonu ještě student. Dále slovník podporovali lidé jako byli Václav Hanka, Josef Frič, Václav Staněk či Karel Alois Vinařický.
Šumavský se do konce života výrazně soustředil na tvorbu svých slovníků. Pro praktické použití připravil jednosvazkový Česko-německý slovník, ten ovšem stále se svými tisíci stranami nebyl obsáhlý. Potřebám veřejnosti a škol vyšel proto vstříc kapesními úpravami Německo-českého (1853) a Česko-německého (1854) slovníku.
V úpravách autorova synovce a pozdějšího spolupracovníka Josefa Ranka, jemuž Šumavský před svojí smrtí povolil vydávat slovníky pod jeho jménem, vycházely kapesní verze těchto slovníků ještě po několik desítiletí a plnily úlohu základní praktické překladové pomůcky.
Byť Šumavský věnoval slovníku hodně práce, za své největší dílo považoval Všeslovanský slovník, na němž poslední roky života pracoval.

## Obsah a forma
Součástí předmluvy je poděkování podporovatelům a mecenášům slovníku. Mezi podporovatele patřili i jeho přátele Šumavského a měšťané, kteří nebyli ve vlastenecké společnosti známí. Na slovníku se podíleli např. i Martin Brabec, jenž pracoval jako obchodník s dřívím v Praze a Petr Boulogne, pražský rukavičkář. Jeden z podporovatelů slovníku se však podle Šumavského předmluvy jeho dokončení nedožil, a to c. k. inženýr u železnice Jan Perner, který zemřel při železniční nehodě. V předmluvě uvedl Šumavský před jeho jménem do závorky kříž.
Šumavský ve svém slohu používal novodobý český pravopis. Sám jej v předmluvě vysvětlil pro ty, již byli zvyklí na ten starý. Zatímco Josef Jungmann ve svém slovníku psal dlouhé ú pod písmeny au, což se později psalo i pod písmeny ou, Šumavský je nahradil dodnes používaným písmenem ú. Šumavský též používal již přípony -iti a -eti (např.: stavěti či bydliti), ovšem zmínil se, že je již sám Josef Jungamann uznal za zbytečné odchylky. Josef Jungmann ve svém lexikonu tyto odchylky ovšem používal, a to na popud Josefa Dobrovského. Jungmann ještě na rozdíl od Šumavského psal starým českým pravopisem (w=v, g=, j=í, au=ú, ou).
Byť v lexikonu byla použita již moderní čeština, lexikon stále obsahoval archaická slova, například bachořice=tlačenka.

## Vydání
- Roku 1844 vydal Šumavský první díl svého rozsáhlého lexikonu v nakladatelství Jana Spurného; slovník nebyl dostačující, a tak Šumavský pracuje na druhém díle
- Roku 1846 Šumavský druhý díl dokončuje a vydává
- Za pět let vydává jednosvazkový pendant svého dvoudílného slovníku v knihtiskárně synů Bohumila Haase;[pozn. 5][14] do lexikonu doplní pár nedostatků

Dalších novějších vydání se slovník nedočkal. Josef Franta Šumavský nebyl za jeho tvorbu na rozdíl od Jungmanna nijak oceněn.

## Význam
Šumavského česko-německý slovník zachytil slovní a frazeologický stav spisovné češtiny z poloviny 19. století. Jedná se o první lexikon psaný moderním českým pravopisem. Slovník byl mimo jiné používán nejen mezi lidmi, ale i ve školách.
Ačkoli se jedná o velkolepé dílo, tak se na něj stejně jako na samotného autora dnes zapomnělo.